# لطفاً لطفاً لطفاً
«لطفاً لطفاً لطفاً» (به انگلیسی: Please Please Please) ترانه‌ای از خواننده آمریکایی، سابرینا کارپنتر از ششمین آلبوم استودیویی او به نام مختصر و مفید (۲۰۲۴) است. این ترانه در ۶ ژوئن ۲۰۲۴ توسط آیلند رکوردز به عنوان دومین تک‌آهنگ از این آلبوم منتشر شد. تهیه‌کنندگی این ترانه بر عهدهٔ جک آنتونوف بوده و متن آن توسط آنتونوف، کارپنتر و ایمی آلن نوشته شده است. این ترانه از ترکیب سبک‌های کانتری پاپ، سینث پاپ و یات راک با تأثیراتی از دیسکو پاپ ساخته شده است. در این ترانه، سابرینا کارپنتر دربارهٔ نگرانی‌هایش صحبت می‌کند که نکند دوست‌پسرش اجازه بدهد شهرت 'پسر بد' بودنش رابطه‌شان و غرورش را تحت‌الشعاع قرار دهد و خراب کند.
این ترانه بعد از انتشار، مورد تحسین منتقدان موسیقی قرار گرفت. «لطفاً لطفاً لطفاً» در صدر جدول بیلبورد هات ۱۰۰ قرار گرفت و اولین تک‌آهنگ شماره یک سابرینا کارپنتر در این جدول شد. این ترانه در کشورهای استرالیا، ایرلند، نیوزلند، نروژ و بریتانیا هم به جایگاه اول رسید. همچنین در ۱۸ کشور دیگر مثل کانادا، دانمارک، هلند، پرتغال و سوئد در بین ده آهنگ برتر قرار گرفت.
«لطفاً لطفاً لطفاً» نامزد جایزه ترانه سال در شصت و هفتمین مراسم جوایز گرمی شده است.